# Hendrik Egberts Hoegsma
Hendrik Egberts Hoegsma (Rauwerd, 5 juli 1850 – Den Haag, 24 augustus 1932) was een Nederlands architect.

## Loopbaan
Hoegsma kwam uit een Fries landbouwersgezin, hij was een zoon van Egbert Barteles Hoegsma en Hiske Hendriks Dijk. Hoegsma werd opgeleid tot timmerman. Hij werd in 1876 gemeente-architect van Hoogeveen.
Hij was onder meer verantwoordelijk voor de bouw van een woonhuis aan de Hoofdstraat 5, voor burgemeester Lambert Wicher Ebbinge (1881/1882) en de verbouwing van 't Olde Schippershuus (1882). In 1889 werd Hoegsma gemeente-architect van Baarn, hij werd er daarnaast waarnemend directeur van de gasfabriek. Toen hij in 1892 werd benoemd tot directeur van de gasfabriek, legde hij het ambt van gemeente-architect neer. In 1910 nam Hoegsma ontslag en vestigde zich vervolgens in Den Haag, waar hij in 1932 op 82-jarige leeftijd overleed.

## Enkele werken
| Jaartal   | Locatie                    | Omschrijving                                                | Status                    | Afbeelding |
| --------- | -------------------------- | ----------------------------------------------------------- | ------------------------- | ---------- |
| 1877      | Smilde, Veenhoopsweg       | Postkantoor, gebouwd voor de gem. Smilde                    | Afgebroken                |            |
| 1878      | Hoogeveen, Hoofdstraat 11  | Woonhuis, gebouwd voor de wed. J. Winkel                    | Rijksmonument             |            |
| 1881      | Hoogeveen, Hoofdstraat 5   | Woonhuis, gebouwd voor L.E. Ebbinge                         | Rijksmonument             |            |
| 1884/1885 | Hoogeveen, Hoofdstraat 110 | Hotel, gebouwd voor J. Flothuis                             | Alleen de gevel resteert  |            |
| 1886      | Hoogeveen, Hoofdstraat 127 | Woonhuis, gebouwd voor dhr. Steenbergen                     | Herbouwd na brand in 1993 |            |
| 1888      | Hoogeveen, Hoofdstraat 11  | Woonhuis, verbouwd voor M. Rahder                           | Rijksmonument             |            |
| 1890      | Baarn, Eemnesserweg 57     | Koffiehuis, gebouwd voor L. Kuijer                          | Afgebroken                |            |
| 1891      | Baarn, d' Aulnis de Bourouillaan                           | Woonhuis bij de dameskostschool, gebouwd voor de gem. Baarn | Afgebroken                |            |